# IJzendijksche Stoomtramweg Maatschappij
De IJzendijksche Stoomtramweg Maatschappij (IJzSM), gevestigd te IJzendijke, was van 18 mei 1891 tot 31 oktober 1911 een Nederlands trambedrijf in het westen van Zeeuws-Vlaanderen.

## Geschiedenis
Dat rond 1890 ook in Zeeuws-Vlaanderen het ondernemerschap hoogtij vierde, bewijst de geschiedenis van de IJzSM, die met de door haar geëxploiteerde tramlijn Schoondijke - Veldzicht de verbinding vormde tussen:
- de tramlijn IJzendijke - Drieschouwen van de Zeeuwsch-Vlaamsche Tramweg-Maatschappij (ZVTM);
- de tramlijn Veldzicht / Watervliet – Eeklo van de Belgische Nationale Maatschappij van Buurtspoorwegen (NMVB);
- de tramlijn Breskens - Maldegem van de Stoomtram-Maatschappij Breskens - Maldeghem (SBM), die de verbindingen tussen Breskens en Aardenburg / Maldegem en die tussen Breskens en Sluis / Knokke exploiteerde.

Het initiatief uit 1887 was afkomstig van de in Gent wonende franskiljon, grootgrondbezitter en pachtheer graaf mr. M. Lippens, die land in West-Zeeuws-Vlaanderen bezat. Er was Lippens alles aan gelegen om 'zijn' land te ontsluiten voor het vervoer van landbouwproducten richting België. Het lukte hem om de investeerder L. de Groof uit Antwerpen te interesseren het project (mede) te financieren en om de burgemeester van IJzendijke C. de Vos te compromitteren door hem tot president-commissaris van de IJzSM te benoemen.
De Gemeenteraad van IJzendijke deed in 1892 zijn beklag bij de Commissaris des Konings van Zeeland over het eigengereide en eigenmachtig optreden van burgemeester De Vos inzake de aanleg van het tramspoor. In het centrum van IJzendijke, staken de rails namelijk ver boven het omliggende plaveisel uit. Dat leverde uiteraard gevaar op voor paarden, wagens, karren en voetgangers. Met een raadsmotie en de klacht bij de Commissaris van Zeeland moest De Vos tot de orde geroepen worden.
Initiatiefnemer M. Lippens overleed in 1907, waarna de Maatschappij stuurloos lijkt te zijn geraakt. Er werd doorgewerkt op de oude manier, maar de tijd van visionaire plannen-makerij om de onderneming met grote economische winst te exploiteren, was definitief achter de rug.
Een echt succes is de IJzSM dan ook nooit geworden, hoewel de aandeelhouders over het boekjaar 1905 3% dividend en in 1908 zelfs 8% uitgekeerd kregen over hun investering.
De enige die van de onderneming geprofiteerd heeft is de Gentse adellijke familie Lippens geweest, die zelfs aan de liquidatie van de onderneming in 1911 grof geld verdiend heeft.

## Tramlijn
Met een route van ongeveer twintig kilometer, van de Belgische grens bij Veldzicht / Watervliet via IJzendijke naar Schoondijke en een in 1926 in gebruik genomen zijlijn van IJzendijke via Turkeye naar Stroopuit (de tramlijn Turkijensedijk - Stroopuit; voornamelijk bedoeld voor de jaarlijkse suikerbietencampagne), vormde de IJzendijksche Stoomtramweg Maatschappij een schakel in het stoomtramnet en daarmee het transportnetwerk van Zeeuws-Vlaanderen in de periode tussen 18 mei 1891 en 31 oktober 1911.
Voorstellen werden ook gedaan om de lijn een verbinding met een haven aan de Westerschelde te geven. In oktober 1905 werd dan ook een plan gepresenteerd om de lijn in Schoondijke via Driewegen naar Hoofdplaat door te trekken; welk plan van tafel verdween toen de plannen voor een verbinding tussen IJzendijke en Walsoorden en Hoofdplaat werden gemaakt. Ook een plan voor een lijn IJzendijke – Philippine – Sas van Gent – Moerbeke werd nader uitgewerkt.
Een écht succes is de IJzSM nooit geworden, hoewel de aandeelhouders over het boekjaar 1905 3% dividend en in 1908 zelfs 8% uitgekeerd kregen over hun investering. De enige die van de onderneming geprofiteerd heeft is de Gentse adellijke familie Lippens geweest, die zelfs aan de liquidatie van de onderneming in 1911 grof geld verdiend heeft.
De IJzSM exploiteerde haar tracé met drie locomotieven: de Luctor et Emergo (Nummer 1) en de IJzendijke (Nummer 2), beide gebouwd in 1891 door Machinefabriek Breda en de Burgemeester De Vos (Nummer 3), gebouwd in 1897 door Jung & Staimer OHG. Er waren drie personenrijtuigen, een bagagewagen en 28 open wagens ter beschikking. Na de overname van de IJzSM door de ZVTM in 1912 werden de genoemde drie locomotieven, de rijtuigen en zeventien wagens door de ZVTM in exploitatie genomen.
Vanaf het stoomtramstation reed de Belgische tram door de Koninginnestraat en via de kop van de Markt naar het begin van de Landpoortstraat, hoek Kerkstraat. Hier was hotel De Vier Emmers van kleermaker en manufacturenhandelaar De Witte de halte in het centrum. Via de Landpoortstraat en de Oranjestraat reed de tram dan verder in de richting Schoondijke.
Tot het einde van de geschiedenis van de stoomtram bleef het IJzSM-tracé, nu als onderdeel van het lijnennet van de ZVTM, voor Zeeuws-Vlaanderen strategisch van belang. Vanaf 1948 werd het reizigersvervoer gestaakt, in september 1949 werd ook het goederenvervoer stilgelegd en werden de sporen opgebroken. Vanaf 1948 namen busdiensten het vervoer over.
Van het personeel (in totaal ongeveer tien personen) waren machinist P.J.M. Ververs en conducteur F.J. van den Bosch in 1908 het langst bij de IJzSM werkzaam. Het personeel, dat in zijn geheel Rooms-katholiek was, kreeg jaarlijks op twaalf katholieke feestdagen een halve dag vrij en voor ieder erkend christelijk feest drie dagen. En: "Als zij een varken moeten slachten of aardappels moeten poten, krijgen ze ook nog een dag vrij!" (interview met onder-directeur J. de Leeuw in 1908).
Het stoomtramstation van IJzendijke is niet bewaard gebleven, evenmin als het raccordement aan de (toenmalige) Schoondijkerstraat.